# یوشیسوکه آیکاوا
یوشیسوکه آیکاوا (به انگلیسی: Yoshisuke Ayukawa) (زاده ۶ نوامبر ۱۸۸۰ - درگذشته ۱۲ فوریه ۱۹۶۷) صنعتگر و کارآفرین ژاپنی بود، که در سال ۱۹۳۳ شرکت خودروسازی نیسان را بنیان نهاد و به‌عنوان نخستین مدیرعامل این شرکت در فاصله سال‌های ۱۹۳۱ تا ۱۹۴۵ سکان رهبری نیسان را در دست داشت.

## زندگی‌نامه
یوشیسوکه آیکاوا در سال ۱۸۸۰ در شهر یاماگوچی، ژاپن زاده شد. مادر او از خانواده سلطنتی ژاپن، یعنی خانواده میجی بود.
آیکاوا در سال ۱۹۰۳ از دانشکده فنی مهندسی دانشگاه توکیو فارغ‌التحصیل شد، سپس در شرکت توشیبا مشغول به‌کار گردید. هنگامی‌که توانست مقداری پول جهت سفر به ایالات متحده آمریکا مهیا نماید، از توشیبا خارج شده و عازم ایالات متحده گردید. سپس تحصیلاتش را در زمینه استخراج فلزات با تمرکز بر فلز چدن ادامه داد و پس از اتمام دوره تکمیلی، به ژاپن بازگشت.
پس از بازگشت به ژاپن، در شرکت معدن کوهارا شروع به کار نمود و در ۱۹۲۸ به ریاست این شرکت منصوب شد. در سال ۱۹۳۰ این شرکت را خریداری کرد و با استفاده از آن، شرکت نیپون سانگیو را تأسیس نمود، که چندی بعد نام آن، به نیسان تغییر پیدا کرد.
در سال ۱۹۳۱ و در پی حادثه موکدن، آیکاوا از رکود اقتصادی پیش آمده، بهره جست و اقدام به خریداری ۱۳۲ شرکت کوچک و بزرگ نمود، که به‌عنوان نمونه می‌توان به شرکت‌هایی چون ایسوزو، ان‌ای‌سی، شرکت معدن نیپون و هیتاچی نام برد. سپس آنها را زیرمجموعه شرکت تازه تأسیس خود، نیسان قرار داد و آن‌را به یکی از بزرگترین شرکت‌های خوشه‌ای (چند صنعتی) تبدیل نمود.